# Montrose (Île-du-Prince-Édouard)
Pour les articles homonymes, voir Montrose.
Montrose est une communauté dans la municipalité de Greenmount-Montrose sur l'Île-du-Prince-Édouard, Canada, au nord d'Alberton.